# Gonzalo Romero Álvarez García
Gonzalo Romero Álvarez García (La Paz, Bolivia, 20 de junio de 1916 - La Paz, Bolivia, 29 de enero de 1989) fue un destacado político, diplomático y escritor boliviano.
De profesión abogado se dedicó a la política, a la investigación histórica y al periodismo. Ejerció la cátedra en la Universidad Mayor de San Andrés y la Universidad Católica Boliviana.
Su trayectoria política empezó como secretario general del Partido Socialista y miembro de la LEC (Legión de excombatientes). En 1950  fundó, junto a otros intelectuales jóvenes, el Grupo Cívico Pachacuti. Poco después ingresó en la Falange Socialista Boliviana, partido político del que fue subjefe por muchos años y que le impidió ejercer el cargo de embajador en Alemania en 1951, por disposición del jefe de FSB que Romero acató. Estuvo exiliado siete años en la Argentina; a su retorno fue parlamentario por tres legislaturas representando a su partido. Fue candidato a la vicepresidencia en las elecciones de 1966. Fue ministro de Relaciones Exteriores (1981 - 1982) y  embajador de Bolivia ante el Brasil (1969-70) y la Organización de Estados Americanos (OEA) (1978-79).  
Tuvo seis hijos, entre quienes se destaca Ana María Romero de Campero, quien fue la primera defensora del pueblo (1998-2003) y, posteriormente, Presidenta del Senado de Bolivia.
Falleció en la ciudad de La Paz el 29 de enero de 1989 a los 72 años de edad.

## Publicaciones
Entre sus publicaciones se encuentran:
Libros
- “Reflexiones para una Interpretación de la Historia de Bolivia” (Ensayo); Buenos Aires; 1960.[4]
- “Pequeña Historia de Juan de Garay y su Tiempo”; La Paz, 1976.[5]
- “La conquista de Nueva Toledo: el Alzado de Charcas"; La Paz, 1976. Dos Ediciones.[6]
- “Naolála y otros cuentos"; La Paz, 1996 (Publicación póstuma).

Ensayos
- “El presente y la historia” (1959)
- “Ibn Kaldum, Spengler y Ortega” (1959)
- “Individualidad y personalidad” (1962)
- “Derechos seculares de Bolivia sobre la costa del Pacífico”
- “Geopolítica del problema marítimo” (1986)
- “Bolivia: La cuestión marítima”  (Montevideo, 1980)